# 新竹州圖書館
24°48′19″N 120°58′16″E / 24.805151051321°N 120.97118171807°E

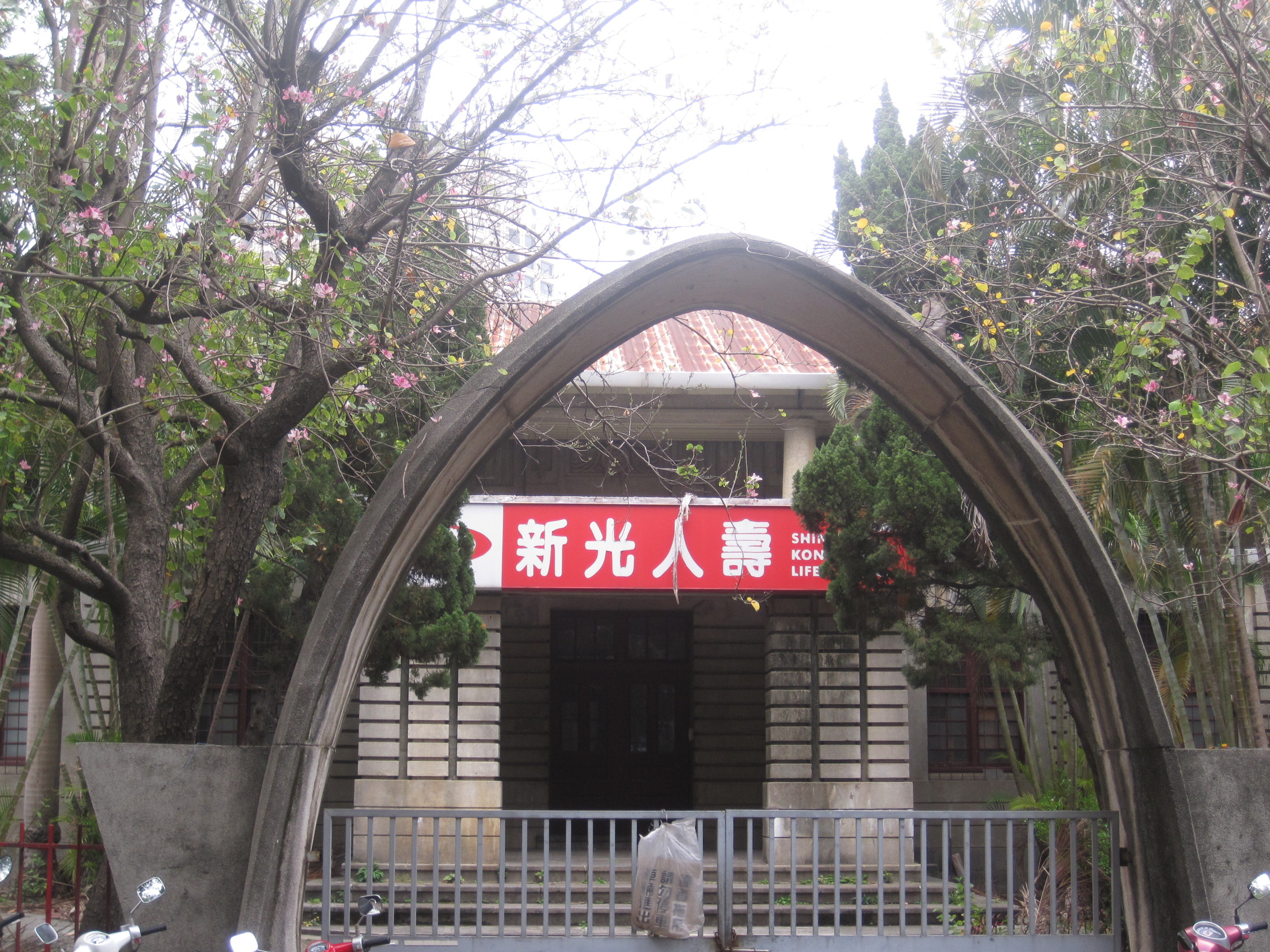
修復前的州圖

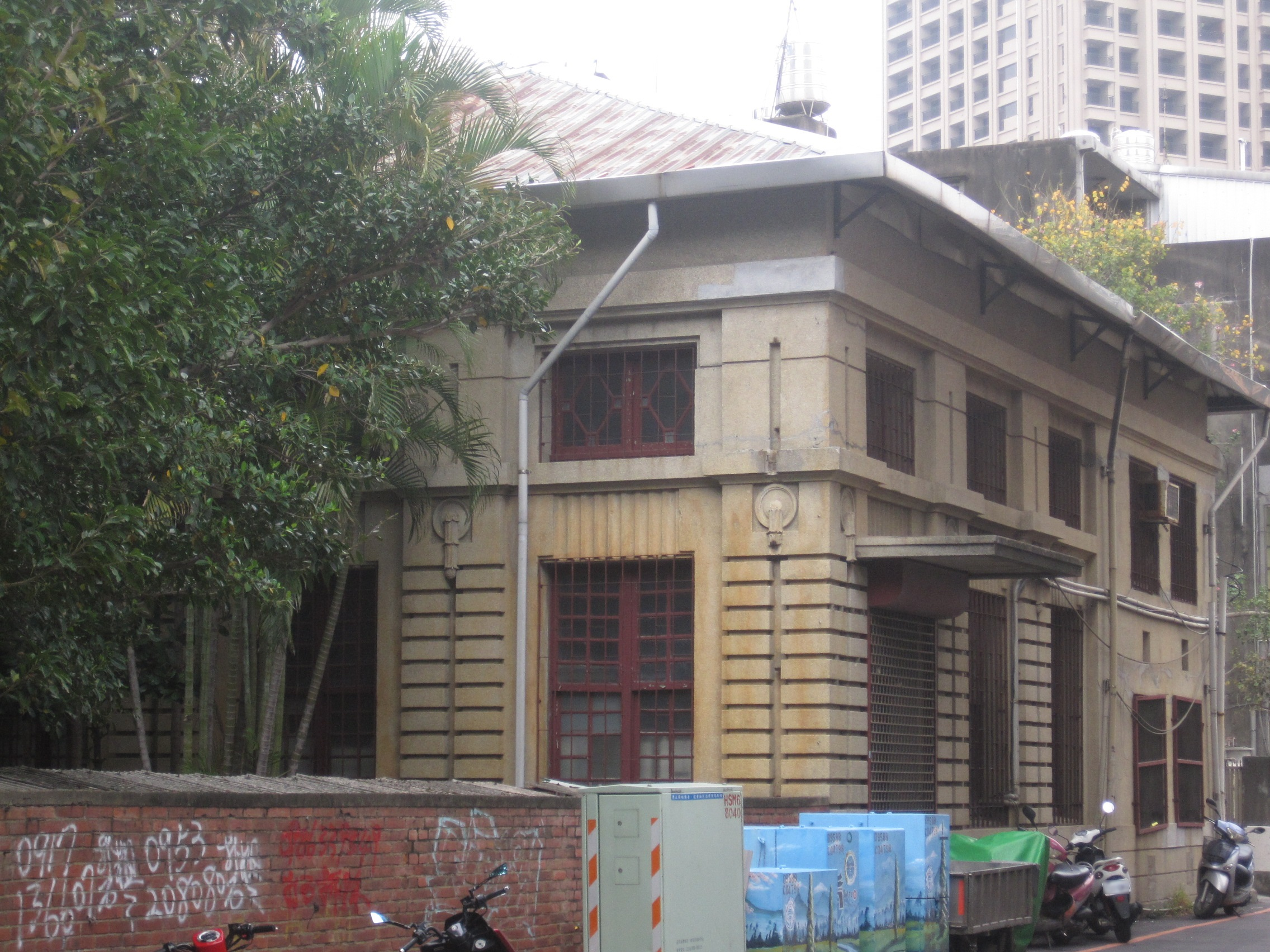
州圖側邊

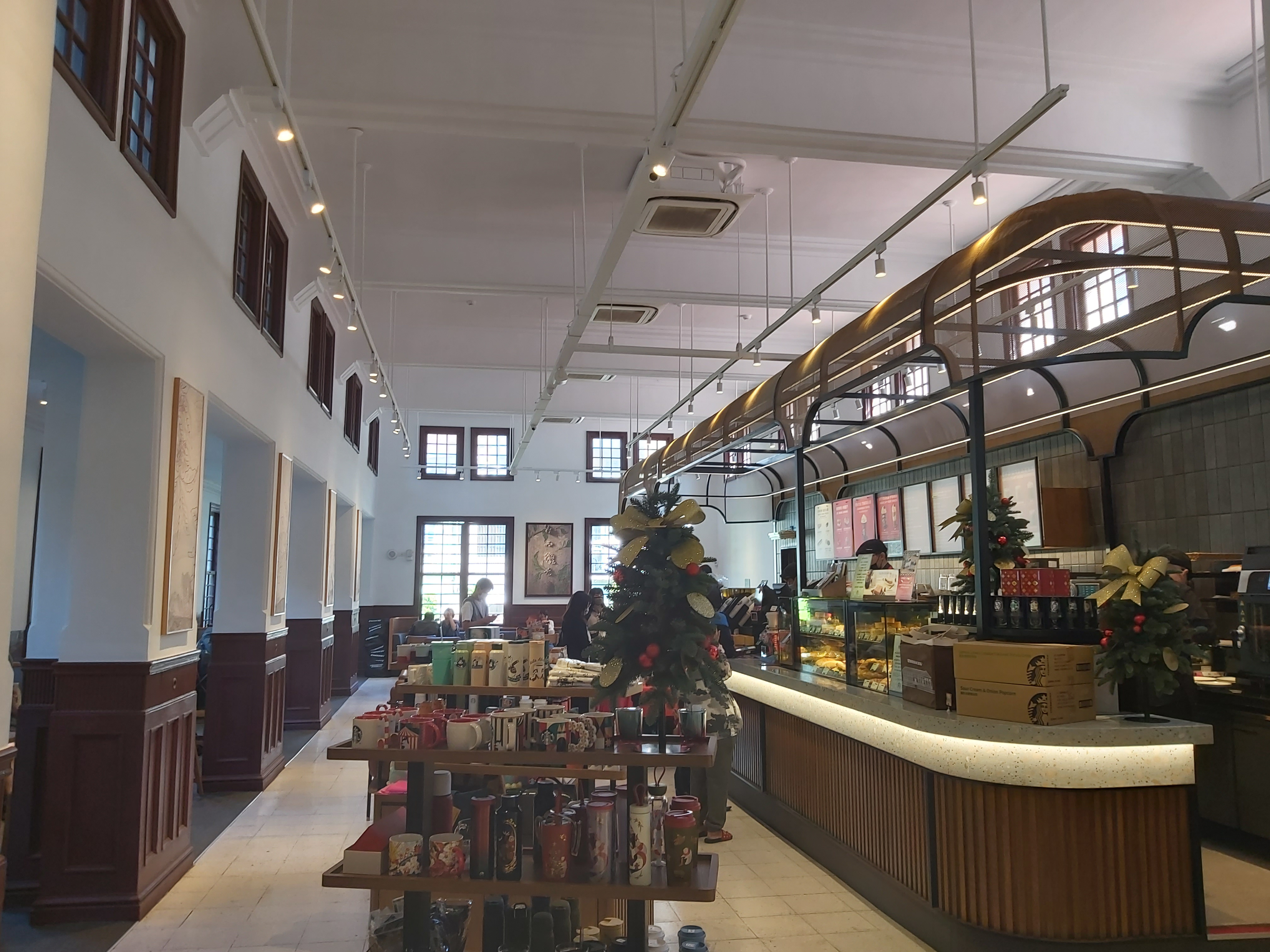
星巴克新竹州圖門市

新竹州圖書館位於臺灣新竹市東區，是因日本大正天皇東宮太子裕仁（即昭和天皇）1923年來臺訪問而籌建的圖書館，並於1925年正式開館。圖書館建築的所有權輾轉流入至新光人壽公司所有，一度未開放參觀；1998年公告為市定古蹟，後經新光人壽同意，進行活化再利用，於2020年10月1日開放參觀。

## 歷史沿革
該建物最初是作為「新竹街圖書館」，是為了紀念當年仍身為太子的昭和天皇裕仁大正十二年（1923年）來臺訪問而籌款興建。大正十四年（1925年）7月31日完工後，於該年8月31日開館，且改為新竹州圖書館。二次大戰後，該圖書館改為「新竹市立圖書館」，新竹市降格為縣轄市後，又改為「新竹縣立圖書館」接管。
民國七十三年（1984年）3月新竹縣政府將接管的土地與建物標售，最後被新光人壽以6600多萬標得。新光人壽當年買下包括新竹州圖書館在內19筆土地，打算興建大樓，但是原本新竹縣政府保證為商業區的土地，卻被新竹市政府說是機關用地，且新竹州圖書館在民國87年（1998年）12月29日被新竹市指定為市定古蹟而不得拆除。對此新光人壽在民國88年（1999年）提起訴訟，經過多年之後此案於民國99年（2010年）4月8日三審定讞，新竹縣政府須賠1億448萬多元給新光人壽。
2018年3月，在新竹市政府多年努力下，新光人壽同意進行該建物的修繕計畫。新竹市文化局為此向文化部爭取經費，獲核定5257萬多元。該工程在2018年6月底動工，預定2020年9月完工。完工後計畫在2020年10月1日到2021年3月7日期間舉行展覽，之後可能規劃成複合式書店。
2023年，新竹州圖書館由星巴克進駐營運，因而成為新竹市古蹟與民間業者合作活化再利用的首例。

## 建築特色
新竹州圖書館的建築師是宇敷赳夫。州圖為鋼筋混凝土建築，入口位於中央，以突出的門廊、加寬的門柱等設計來營造入口意象。立面的柱子上有磚形條紋，強化了厚實感。室內使用採光高窗，外部牆面部分飾以泥塑洗石裝飾圖樣。

## 鄰近建物
- 新竹州產業會館 （現存日產，待處理，目前為 Hi Mart 艾瑪特新竹店與 NET 新竹二店）
- 新竹州商品陳列館
- 日本勸業銀行新竹分行( 今,土地銀行新竹分行 地址:中央路1號)
- 新竹神社

## 資料出處
1. 1 2  . 文化部文化資產局.   [2015-08-25]. （原始内容存档于2018-07-01）.
2. 1 2 3 4 5  陳愛珠. . . 國家文化總會. 2009-12: 頁44. ISBN 978-986-6573-15-6.
3. 1 2 3 4 5 6 7 8  蔡婉緩. . 新竹市: 新竹市文化局. 2010-08: 頁118－121. ISBN 978-986-02-4239-3.
4. 1 2 3  洪美秀. . 自由時報. 2020-08-06  [2020-08-08].
5. ↑  陳煒翰. . 玉山社. 2014-05: 頁208. ISBN 978-986-294-078-5.
6. 1 2 3 4  王文玲. . 《聯合報》. 2010-04-09: B2 竹苗綜合新聞.
7. 1 2 3 4 5  洪美秀. . 自由時報. 2018-03-12  [2018-03-12]. （原始内容存档于2019-06-12）.
8. ↑  洪美秀. . 自由時報. 2023-03-30  [2023-10-11]. （原始内容存档于2023-03-30） （中文（臺灣））.

## 外部連結
- 新竹州圖書館整修工程 正式啟動